# 길리안

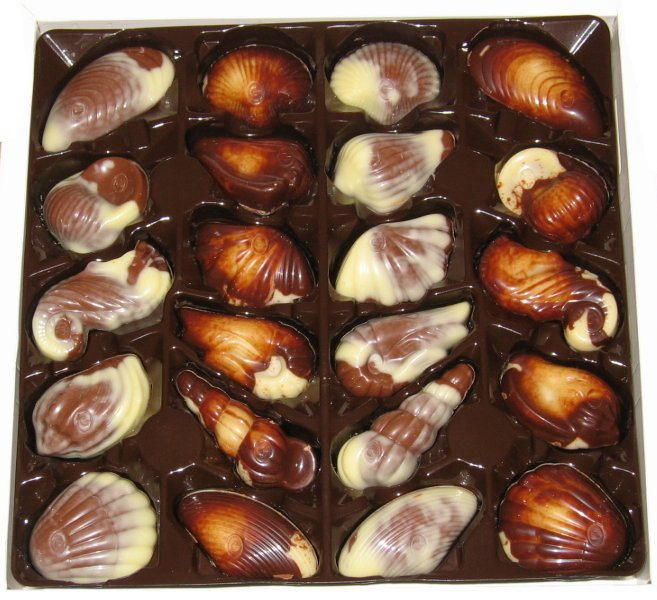
조개껍데기 모양의 길리안 초콜릿

길리안(Guylian)은 조개껍데기 모양의 프랄린으로 유명한 벨기에의 초콜릿 브랜드이자 제조사이다. 1958년 Guy Foubert에 의해 벨기에 신트니클라스에서 설립되었으며 지금은 대한민국의 기업 롯데제과가 소유하고 있다.
현재 길리안은 대략 120개국으로 국제적으로 수출되고 있다. 2003년, 최초의 길리안 벨기에 초콜릿 카페가 벨기에 앤트워프에서 열렸다. 현재 세계 여러 지역에서 9개 프랜차이즈가 있다.